# عاصم مرعي
عاصم أحمد محمد مرعي لاعب كرة سلة مصري ، ويلعب حاليًا لنادي ميدي بايرويت الألماني.

## وصلات خارجية
- عاصم مرعي على موقع الاتحاد الدولي لكرة السلة (الإنجليزية)
- عاصم مرعي على موقع الدوري الأوروبي لكرة السلة (الإنجليزية)
- عاصم مرعي على موقع كرة السلة الأوروبية.كوم (الإنجليزية)
- عاصم مرعي على موقع ريلجم (الإنجليزية)
- عاصم مرعي على موقع بروبوليرز (الإنجليزية)
- عاصم مرعي على موقع سبورتس رفرنس (الإنجليزية)